# Cochleariocera neusae
Cochleariocera neusae är en tvåvingeart som beskrevs av Artigas, Papavero och Costa 1997. Cochleariocera neusae ingår i släktet Cochleariocera och familjen rovflugor. Inga underarter finns listade i Catalogue of Life.